# Théorie du liage
 (septembre 2014).
 (décembre 2018).
Si vous disposez d'ouvrages ou d'articles de référence ou si vous connaissez des sites web de qualité traitant du thème abordé ici, merci de compléter l'article en donnant les références utiles à sa vérifiabilité et en les liant à la section « Notes et références ».
 (décembre 2018).
En linguistique, la théorie du liage peut désigner toute théorie ayant pour objet la distribution des éléments pronominaux et anaphoriques. Cette théorie offre des restrictions syntaxiques selon la position du syntagme déterminant (ou nominal). L'idée selon laquelle il devrait y avoir une théorie spécialisée et cohérente s'occupant de ces phénomènes particuliers est apparue dans les travaux autour des grammaires transformationnelles dans les années 1970. Ces travaux culminèrent avec la théorie du gouvernement et du liage (en), une théorie générale de la structure linguistique innée dont la version de la théorie du liage est toujours considérée comme une référence, bien qu'elle ne soit plus d'actualité. La quasi-totalité des théories syntactiques génératives (telles que la HPSG et la grammaire lexicale-fonctionnelle) ont à présent une sous-partie s'occupant de la théorie du liage.

## Domaine de liage
Dans une phrase, le domaine de liage est l'espace syntaxique dans lequel l'anaphore doit trouver son antécédent.
La phrase « J'aime manger des biscuits. » est une phrase ayant un domaine de liage, tandis que la phrase « Je pense que j'aime manger des biscuits. » a deux domaines de liage. Les domaines de liage de la deuxième phrase sont séparés comme ceci : « je pense » et « que j'aime manger des biscuits ».

## Distribution des noms d'après la théorie du liage
La syntaxe générative soutient que tous les types de noms peuvent être classifiés en utilisant la combinaison des deux aspects binaires que sont l'aspect [anaphorique] et l'aspect [pronominal]. Les caractéristiques de liage d'un nom (ou sa catégorie vide correspondante) sont déterminées par la valeur de ces caractéristiques, qui sont soit positives, soit négatives. Ainsi, un nom qui est [-anaphorique, -pronominal] est une expression référentielle R-expr, tel qu'un nom commun ou un nom propre. Une autre façon de voir une expression référentielle est comme un nom qui prend sa référence à une entité dans le monde. Les [-anaphorique, +pronominal] sont des pronoms (comme « il » ou « ils » en français). Les pronoms n'ont pas une obligation d'avoir leur référence dans la même phrase. Les [+anaphorique, -pronominal] sont les anaphores tels que « lui-même » ou « eux-mêmes ». Les anaphores doivent avoir leur référent dans la même phrase, au contraire du pronom.
Trois principes de la théorie du liage décident de l'emplacement du nom : les principes A, B et C.

### Principe A
Le principe A indique qu'une anaphore doit avoir un antécédent local (proche), c'est-à-dire dans le même domaine de liage. Ainsi, «  Johni washed himselfi » obéit à la condition A : l'antécédent de « himself », qui est « John », est proche, et tous les deux réfèrent à la personne « John ». En revanche, « *Johni said that himselfi washed Mary » est une phrase où « John » et « himself » sont coréférentiels et dans différents domaines de liage. C'est pourquoi cette phrase est agrammaticale. La phrase « Johni washed himselfk » ne convient pas au principe A non plus puisque « John » n'a pas la même référence que « himself ».

### Principe B
Le principe B indique qu'un pronom peut avoir un antécédent, à condition que cet antécédent ne soit pas local, (c'est-à-dire que l'antécédent doit être en quelque sorte « éloigné ») ou qu'il ne le c-commande pas. Ceci étant dit, un pronom doit être libre dans son domaine de liage, donc il ne peut pas avoir son syntagme nominal référentiel dans le même domaine de liage. Ainsi, « Johni said that Mary washed himi » obéit au principe B : « John » est l'antécédent de « him », et « him » n'est pas dans le même domaine de liage que « John ». La phrase « Johni said that Mary washed himk » est aussi acceptable car dans une phrase enchâssée, le pronom n'a pas besoin d'être lié à un antécédent dans la même phrase. La phrase « *Hei washed himi » où « He » est l'antécédent de « him » n'est pas acceptable puisque les deux éléments sont dans le même domaine de liage.

### Principe C
Le principe C indique qu'une R-expression ne peut pas avoir d'antécédent qui la c-commande. D'abord, le principe C nous indique qu'une expression-R doit obligatoirement être libre. Puisqu'une expression-R doit être libre, ceci veut dire qu'il doit être libre partout, alors il n'est coindexé dans aucun domaine de liage. La phrase suivante correspond au principe C : « Johni aime Juliek ». Ainsi, « *Hei asked Mary to wash Johni » où « He » serait l'antécédent de « John » n'est pas acceptable. Aussi, la phrase « *Johni n'aime pas Joëli » ne convient pas au principe C puisque John et Joël réfèrent à la même personne et ils sont dans le même domaine de liage.

## Liage des noms et liage des variables-opérateurs
La syntaxe générative distingue deux types de liage. Le premier, appelé A-binding, concerne les noms et les conditions de liage  décrites ci-dessus, le second, A’-binding, les autres types de liage. L’A’-binding est employé pour expliquer la syntaxe des phrases interrogatives, des propositions relatives, et des phrases avec thématisation et d’autres procédés langagiers. Il permet, en substance, de sélectionner une entité parmi un ensemble. Prenons les exemples :
1. Smoltz a frappé Rodriguez avec la batte de baseball.
2. Qui Smoltz a-t-il frappé [e] avec la batte de baseball ?

Dans la question (2), « qui », objet du verbe « frapper », apparait à gauche de la phrase, et non à la position [e], position de l’objet dans l’affirmation (1).  La position indiquée par un [e] est liée au pronom interrogatif « qui ». « Qui » est l’« opérateur », désignant un ensemble d’individus, et la position [e] est la variable, alors que la portée de l’« opérateur » est limitée aux personnes frappées. Dans la mesure où Smoltz a pu frapper d’autres personnes, « qui » et « Rodriguez », dans la question 2, ne réfèrent pas à la même chose.   
Les noms A-binding et A’-binding viennent de l’idée d’A-levels et d’A’-levels, qui distinguent les arguments (des éléments comme le sujet, l’objet…) des non-arguments (d’anciens arguments ayant acquis une nouvelle fonction, comme des pronoms interrogatifs). Ainsi, dans l’exemple (1), Smoltz et Rodriguez sont des éléments A-level, car ce sont des arguments du verbe « frapper » (« frapper » nécessitant à la fois un sujet et un COD). Les éléments A’-level sont le pronom interrogatif « qui » dans (2), ainsi qu’« avec la batte de baseball ». « Qui » était un argument de « frapper », mais s’est déplacé vers la gauche (conformément à la règle selon laquelle les pronoms interrogatifs se placent en premier). L’élément « avec une batte de baseball » n’est l’argument de rien, car il peut être supprimé sans que la grammaire de la phrase ne soit affectée, ce qui n’est pas le cas de « Smoltz » ou de « Rodriguez ».

## Liage syntactique et liage sémantique
Hein et Kratzer (1998) distinguent le liage syntaxique du liage sémantique :
un nœud α est syntaxiquement lié à un nœud β si :
- α et β sont co-indexés (α et β font référence à une même chose) ;
- α c-commande β ;
- α est dans une A-position ;
- α ne c-commande aucun autre nœud qui est co-indexé avec β, qui c-commende β , et qui est dans une A-position (p. 261)

βm  est sémantiquement lié à αm si la sœur de βm est le plus large sous-arbre syntaxique de γ où αm est sémantiquement libre ;
où : 
- αm est une occurrence variable dans un arbre syntaxique γ ;
- βm est une occurrence variable liée dans γ (p. 261).